# Heptanthura caribbica
Heptanthura caribbica är en kräftdjursart som först beskrevs av Müller 1990.  Heptanthura caribbica ingår i släktet Heptanthura och familjen Expanathuridae. Inga underarter finns listade i Catalogue of Life.